# Ango (canton)
Pour les articles homonymes, voir Ango.
Ango est un canton canadien de l'Est du Québec situé dans la municipalité régionale de comté du Témiscouata dans la région administrative du Bas-Saint-Laurent. Il fut proclamé officiellement le 5 juin 1965. Il couvre une superficie de 14 770 hectares.

## Toponymie
Le toponyme Ango est en l'honneur du militaire français Jean Ango (1480-1551).